# Municipio de Ciénega de Flores
El municipio de Ciénega de Flores es uno de los cincuenta y un municipios en que se encuentra dividido el estado de Nuevo León, en México. Cuenta con una superficie de 138,7 km². Colinda al norte y oeste con Salinas Victoria, al sur con Apodaca y General Zuazua y al este con General Zuazua.

## Historia
Gonzalo Treviño fue dueño de estas tierras alrededor de 1624, pero fue María Cantú la primera pobladora anteriormente, se llamaba Valle de carrizal. El origen de su fundación fue la explotación de sus recursos ganaderos. Se erigió en villa el 23 de febrero de 1863 (A). Su nombre obedece la existencia de una ciénega en terrenos pertenecientes a Don Pedro Flores.
Entre los acontecimientos que favorecieron su desarrollo están la construcción de la carretera que inició su trazo en 1926 y la Tía Lencha (Fidencia Quiroga), que en 1930, comenzó a dar asistencia a los ingenieros que fueron a trabajar en su construcción; ella popularizó el platillo regional conocido como el Machacado con huevo.

## Escudo
Escudo de forma portuguesa y/o francesa, cuartelado en cruz, con escusón, bordura y yelmo con vista frontal y divisa en la parte inferior. Cuartel diestro superior: Representación geográfica con la Sierra Picachos, árboles de la región y la ciénega que da nombre al lugar.
Cuartel siniestro superior: Representación cultural con el templo de San Eloy. Cuartel diestro inferior: Representación de actividades económicas, la industria del engrane. Cuartel siniestro inferior: León rampante, lampazado y coronado sobre fondo en plata.
Escusón: Escudo de armas del apellido Flores, que fuera el original propietario de la hacienda el sargento mayor Pedro Flores. En la bordura tiene el nombre actual del municipio, Ciénega de Flores, así como el año de fundación 1675 y de elevación a municipio 1863. En la divisa se aprecia el lema del municipio: "Convivencia en la Cultura y el Trabajo".

## Clima
Clima es (seco estepario cálido). Su temperatura media anual es de 23 °C, su precipitación es de 624 mm. Los vientos dominantes son los del noroeste.

## Geografía

### Ubicación y límites
Ciénega de Flores se ubica al norte de Monterrey, en la región denominada Llanura Costera del Golfo. Limita al norte y oeste con Salinas Victoria, al este y sur con General Zuazua y al noreste con Higueras.
| Noroeste: Salinas Victoria | Norte: Salinas Victoria | Nordeste: Higueras      |
| Oeste: Salinas Victoria    |                         | Este: General Zuazua    |
| Suroeste: General Zuazua   | Sur: General Zuazua     | Sureste: General Zuazua |

### Extensión
Su superficie territorial comprende 138.7 km².

### Orografía
Su suelo es en parte montañoso, con las estribaciones de la sierra de Minas Viejas y por la sierra del Fraile, el resto es generalmente semiplano. Las zonas accidentadas abarcan aproximadamente el 75% de la superficie, se localizan al noroeste y al centro del municipio; el 25% restante corresponde a terrenos semiplanos.

### Hidrografía
El río principal de Ciénega de Flores es el Salinas, el cual pasa por la cabecera municipal, de noroeste a sureste. Los arroyos Tierra Blanca y Vaquerías son de caudal permanente, mientras que El Salto, El Venado y La Ciénega tiene agua sólo en época de lluvias. Se cuenta con aproximadamente 50 pozos profundos y norias para la extracción de agua.

### Ecosistema

#### Flora
Se compone de granjenos, chaparro prieto, mezquite, anacahuita, nacajita roja, bizbirinda, zacate bufel y estrella africana.

#### Fauna
Variedad de especies principalmente adaptadas a la zona semidesértica como: lechuzas, halcones, águilas, correcaminos, lagartijas, serpientes, roedores, perritos de la pradera, conejos, tlacuaches, jabalíes, golondrinas y urracas entre otros.

#### Recursos naturales
Ríos y Arroyos

## Demografía
Ciénega de Flores tiene 49 098 habitantes, de los cuales 25 013 son hombres y 24 085 son mujeres. De 1995 al año 2000, su población aumentó ligeramente, aunque a partir del 2005 comenzó a crecer aceleradamente, llegando a ser el cuarto municipio del país con mayor crecimiento poblacional en el 2015. Su población relativa es de 270 habitantes por kilómetro cuadrado.

## Economía

Zona industrial.

Sus actividades económicas son la industria, cuenta con ocho industrias en el parque industrial que se dedican a la fabricación de tráileres y remolques, fabricación de block, de concreto, de artículos de plástico, de productos químicos, fundición de fierro y aleaciones; Ciénega de Flores tiene ganado vacuno, bovino, porcino y granjas avícolas con producción de huevo y pollos de engorda; en su agricultura cuenta con sembradíos de maíz, avena, sorgo y nuez en pequeña escala. Destaca en particular la producción de carne seca (machacado) y recientemente la diversificación de su economía como el Centro de Distribución Walmart de Monterrey, compañía de juguetes LEGO, así como la productora de llantas Bridgestone. Cuenta con caseta telefónica y agencia de correos y recibe señales de televisión. La carretera Federal número 85 norte, comunica la cabecera municipal con la capital del Estado y con la frontera Norte.

## Educación
Cuenta con 5 centros de educación preescolar, 8 de primaria, 3 de secundaria y 2 de bachillerato. Destacan con la Preparatoria N.º 17 de la Universidad Autónoma de Nuevo León (U.A.N.L) y Conalep Joel Rocha Barocio, (CONALEP) La biblioteca pública “Prof. Candelario Villareal”. El índice de alfabetismo es de 94,3%.

## Salud
Tiene 1 unidad Médica de consulta externa de la S.E.S., y 1 del I.M.S.S.

## Cultura y Sociedad
En el aspecto recreativo cuenta con una unidad deportiva con campos de béisbol, fútbol y pista de atletismo, así como un lienzo charro, áreas de juegos infantiles, parque recreativo "La Peñita", restaurantes de calidad turística donde se puede disfrutar el machacado con huevo.
Se acostumbra a celebrar en el mes de diciembre la fiesta de honor del santo de patrono san Eloy y la tradicional feria del machacado en el mes de septiembre, así como la feria del aniversario de la fundación del municipio.
Ciénega de Flores es reconocida por su famoso platillo de machacado, el cual es un alimento tradicional en todo Nuevo León.

## Religión

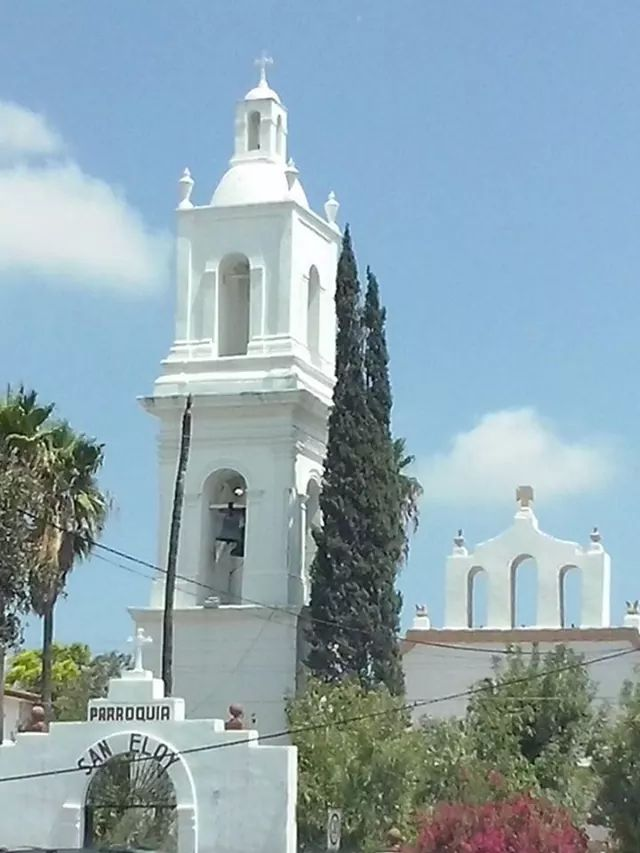
Parroquia de San Eloy ubicado en el centro de Ciénaga de Flores

El templo de san Eloy, Santo patrono del pueblo con la seña particular de tener un campanario separado de la nave, es su principal monumento arquitectónico.

## Línea del tiempo de los mandatarios municipales

### Cronología de los Presidentes Municipales
| Nombre                        | Inicio | Final |
| Donaciano Díaz Cárdenas       | 1941   | 1942  |
| Raúl Quiroga García           | 1955   | 1957  |
| Donato Díaz Cárdenas          | 1964   | 1966  |
| Francisco Palacios Ramírez    | 1970   | 1971  |
| Luis Ángel Sáenz Villarreal   | 1972   | 1973  |
| Ambrosio Quiroga Treviño      | 1973   | 1976  |
| Cecilio Garza Garza           | 1976   | 1979  |
| Héctor Benito Ríos Flores     | 1979   | 1982  |
| Lorenzo Serna Arredondo       | 1983   | 1985  |
| Miguel Ángel Cárdenas Dávila  | 1986   | 1988  |
| Juan José Cárdenas Villarreal | 1997   | 2000  |
| Ramón Treviño Treviño         | 2000   | 2003  |
| Baltazar Mario Galván Lujan   | 2003   | 2006  |
| Miguel Ángel Quiroga García   | 2006   | 2009  |
| Leandro Montemayor Rodríguez  | 2009   | 2012  |
| Juan Rubén Escamilla Vargas   | 2012   | 2015  |
| Pedro Alonso Casas Quiñones   | 2015   | 2018  |
| Pedro Alonso Casas Quiñones   | 2018   | 2021  |
| Miguel Ángel Quiróga Treviño  | 2021   | 2024  |

## Personas destacadas
- Tomás Sánchez de la Barrera y de la Garza (1709-1796) capitán novohispano, nació en Valle de Carrizal, actualmente territorio correspondiente a Ciénega de Flores. alejado de estos lares, fundó Laredo, Texas, y Nuevo Laredo, Tamaulipas, habiendo sido ambas ciudades una sola originalmente como parte de la provincia de Nuevo Santander en el virreinato de Nueva España.[6]
- Julián Quiroga Villarreal (1829-1877) militar, combatió en la Guerra de Reforma y en la Intervención Francesa.
- Pablo Quiroga Escamilla (1875-1948) militar, combatió en la Revolución mexicana, fue secretario de Guerra y Marina (1932-1935).
- Pablo Quiroga Treviño (1903-1987) abogado y político, gobernador de Nuevo León (1933-1935)
- Leopoldo González Sáenz (1924-2013) abogado y político, alcalde de Monterrey en 2 ocasiones (1961-1963) y (1974-1976).

## Hermanamiento
- Texas Laredo (1988)[7][8]